# Modest von Korff
Modest Andrejevitj von Korff (ryska Модест Андреевич Корф), född den 11 september 1800 i Sankt Petersburg, död där den 2 januari 1876, var en rysk baron, jurist och historiker.
von Korff var skolkamrat med diplomaten Alexander Gortjakov och diktaren Alexander Pusjkin och anställdes redan 1819–1826 vid den kommission, som skulle samla alla ryska lagar. Han var en av greve Speranskijs främsta medhjälpare vid utarbetandet av den nya civillagboken, blev 1839 rikssekreterare (som sådan mycket använd vid avfattandet av nya lagar) och 1843 medlem av riksrådet samt 1854 geheimeråd. År 1849–1861 var han direktör för det kejserliga biblioteket, som under hans ledning blev starkt utvecklad, därefter avdelningschef i det kejserliga kansliet och 1864–1872 ordförande för riksrådets avdelning för lagstiftning. Vid sin avgång upphöjdes han till greve. Han skrev en biografi över sin släkting Johann Albrecht von Korff, skildrade dekabristernas uppror 1825 (1857] och greve Speranskijs levnad (2 band, 1861).